# Rambo: Last Blood
Rambo: Last Blood (bra: Rambo: Até o Fim; prt: Rambo: A Última Batalha) é um filme estadunidense de 2019, dos gêneros ação e suspense, dirigido por Adrian Grunberg, com roteiro de Sylvester Stallone e Matt Cirulnick.
Este quinto filme da franquia Rambo dá sequência a Rambo, de 2008. Produzido pela Millennium Media, Balboa Productions e Templeton Media e distribuído pela Lionsgate, é estrelado por Stallone, que reprisa o seu papel como John Rambo em sua interpretação final do personagem, Paz Vega, Óscar Jaenada, Sergio Peris-Mencheta, Yvette Monreal, Adriana Barraza e Joaquín Cosío.
Os planos para um quinto filme foram anunciados em 2008, até que a produção finalmente começou em outubro de 2018, com Grunberg dirigindo o filme. Rambo: Last Blood foi lançado no Brasil em 19 de setembro de 2019. Estreou nos Estados Unidos no dia 20 de setembro de 2019, chegando em Portugal no dia 26 de setembro de 2019.
O filme não foi bem recebido pelos críticos, que afirmaram que o roteiro era genérico, a violência era exagerada, além de lançarem acusações de que o filme seria "racista e xenófobo". Rambo: Last Blood também não foi bem nas bilheterias, lucrando US$ 95 milhões em cima do seu orçamento de US$ 50 milhões.

## Elenco
- Sylvester Stallone como John J. Rambo: Um veterano da Boina Verde e da Guerra do Vietnã que viaja para o México para resgatar a filha de um amigo de um cartel mexicano.
- Paz Vega como Carmen Delgado: Uma repórter cobrindo o tráfico de drogas no México. Ela ajuda Rambo depois que sua meia-irmã mais nova é sequestrada por um cartel mexicano.[9]
- Sergio Peris-Mencheta como Hugo Martinez: Líder de um cartel mexicano que é conhecido por sua personalidade violenta.
- Adriana Barraza como Maria Beltran: É como uma irmã de Rambo e trabalhou na fazenda de seu pai toda a sua vida.[10]
- Yvette Monreal como Gabrielle: Uma jovem garota sequestrada pelo cartel mexicano.
- Óscar Jaenada como Victor Martinez.
- Louis Mandylor como Sheriff.
- Sheila Shah como Alejandra.
- Joaquín Cosío
- Dimitri Vegas
- Genie KimElenco

## Recepção
No agregador de críticas RottenTomatoes, a continuação tem 27% de aprovação em 160 críticas, com nota média de 3,99/10, com o consenso "Igual às sequências que o precederam, Rambo: Last Blood está contente em se entregar à violência sangrenta à custa da história antes pungente de seu personagem principal". Rambo: Last Blood estreou nos Estados Unidos em terceiro lugar nas bilheterias, arrecadando U$ 18,8 milhões, pouco mais do que Rambo IV angariou quando estreou em seu lançamento, em 2008, cerca de U$ 18,2 milhões.